# カラス (バンド)
カラスは、日本のヴィジュアル系ユニット。

## 概要
2009年8月幕張メッセに於いて行われた、音楽フェスティバル「JACK IN THE BOX 2009 SUMMER」に先立ち、ムックのボーカルである逹瑯がセッションバンドをやりたいと思い始め、彼が中心となり結成したバンドである。オリジナル音源の『LASTICA』を始め、同イベントで初ライブを披露、同年末に行われた「JACK IN THE BOX 2009」にも出演した。

## メンバー
- Vocal:逹瑯（ムック）
- Guitar:ヒロト（Alice Nine）
- Guitar:美月（Sadie）
- Bass:dunch（jealkb）
- Drums:KENZO (ミュージシャン)

## ミュージックビデオ
| 監督     | 曲名        |
| 大野敏嗣 | 「LASTICA」 |
| 不明     | 「free」    |